# 石巻競馬場 (水押)
石巻競馬場（水押）（いしのまきけいばじょうみずおし）は、現在の宮城県石巻市水押四丁目から開北一丁目付近に1931年（昭和6年）から1936年（昭和11年）にかけて存在した地方競馬の競馬場。毎年春秋に競馬を開催していたが昭和11年、陸軍演習地として買収されたため事実上廃止された。
当時の呼称名は石巻競馬場であるが、石巻競馬場と呼ばれた競馬場は大正期の石巻競馬場 (蛇田)と戦後の石巻競馬場 (雲雀野)があるため本稿では混同を避けるため石巻競馬場(水押)と表記する。なお、ここでいう地方競馬とは、1927年制定、1939年失効の地方競馬規則で定義された地方競馬を指す（現在一般的に呼称する地方競馬とは本質的に異なる）。以下、本稿では特に断りのない限り地方競馬と記述する場合、地方競馬規則で定義された地方競馬を指すこととする。

## 概要
当時、宮城県内に設置出来る地方競馬場は3つまでと定められており、宮城県産馬畜産組合は愛子競馬場、仙台競馬場 (長町:戦前)、石巻競馬場 (蛇田)の3場で競馬を開催していた。昭和4年頃に石巻競馬場 (蛇田)が宮城電気鉄道（現在のJR仙石線）の線路用地として買収され廃止となった事を受けて、現在の石巻市水押三丁目付近の原野を石巻市が宮城電鉄に貸与し宮城電鉄が石巻競馬場(水押)を建設、宮城県産馬畜産組合に貸与する形で競馬を開催する事となった。一周は1,200m、コース幅21m、2000人収容のスタンドがあり、馬16頭を収容する厩舎が二棟、パドック、入場券売り場、審判員詰所、馬券売り場、投票所などの設備があった。

## 所在

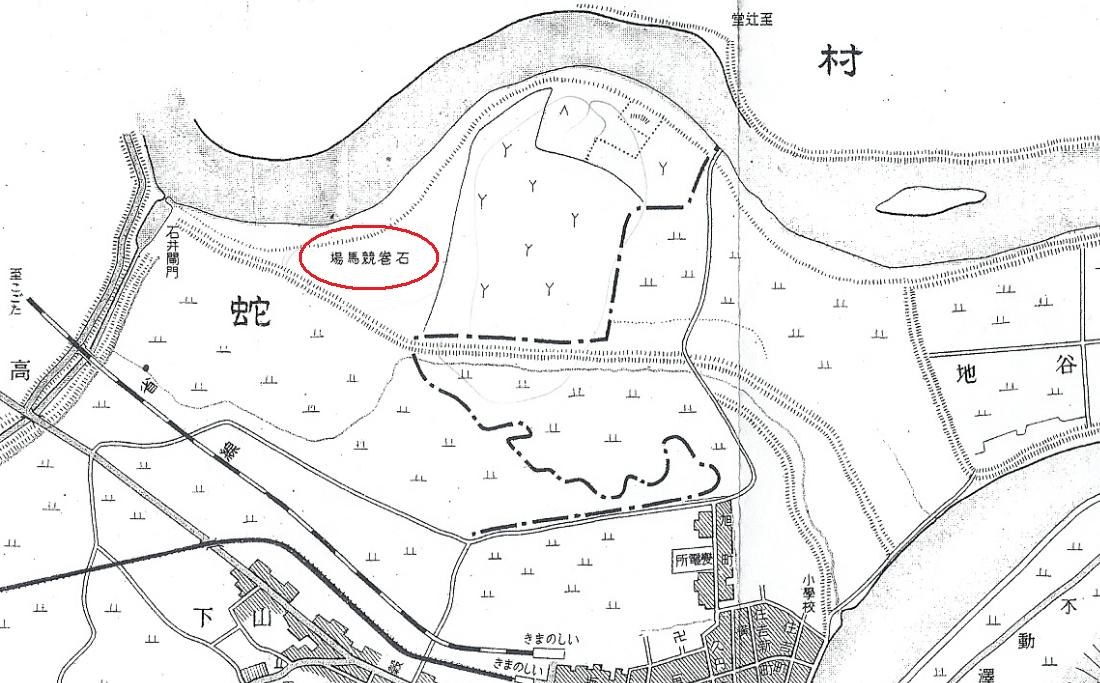
昭和8年の石巻地図。

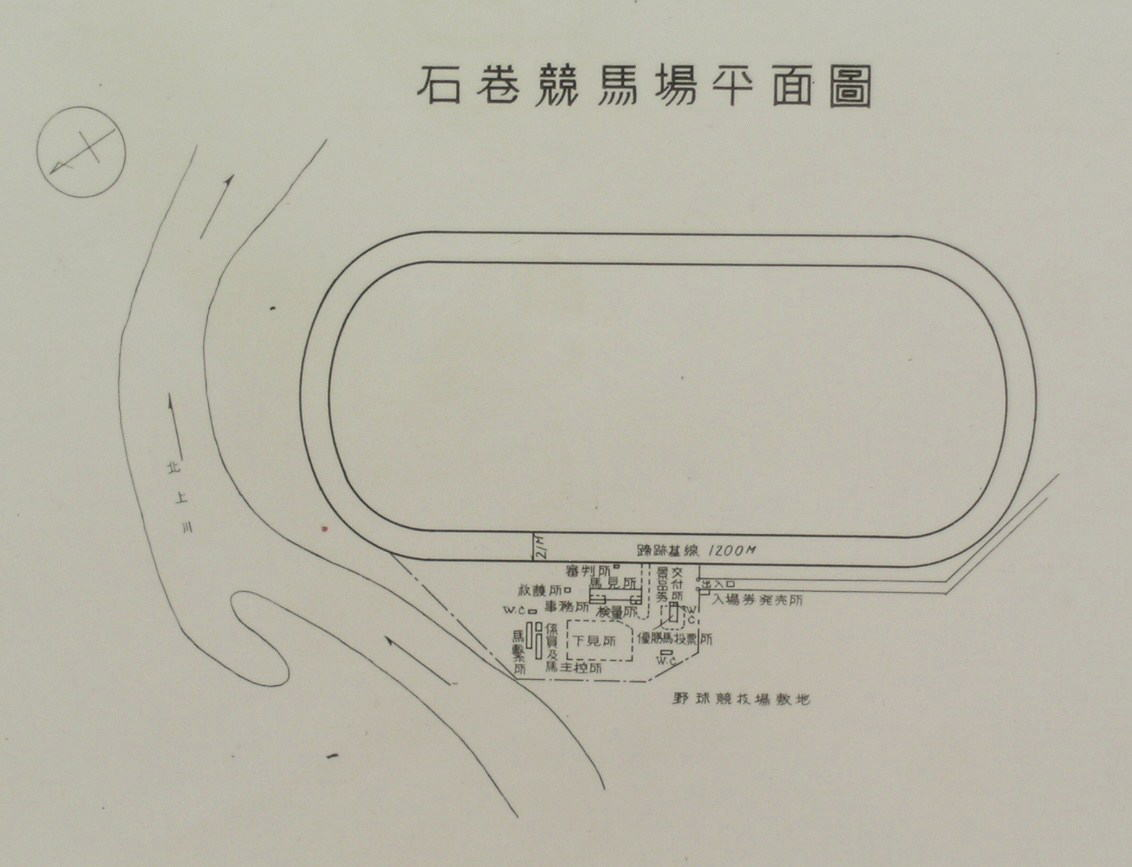
石巻競馬場(水押)の平面図。図面左方が北となっている。

河北新報社が発行した昭和8年の石巻市街地図には、現在の水押球場付近に石巻競馬場の表記がある。昭和14年頃に作成された全国地方競馬場写真帖に添付された平面図でも所在は北上川の南岸、野球場の東と見て取れるため、石巻競馬場(水押)は現在の石巻市水押四丁目～開北一丁目付近にかけて存在したと見ることができる。（地図及び平面図を参照）

## 昭和6年5月の開催

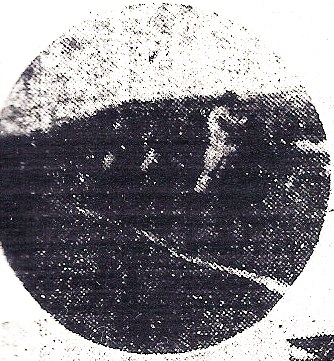
昭和6年5月17日、開催一日目の光景

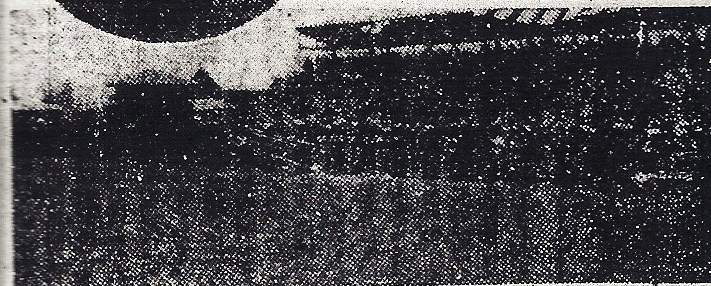
昭和6年5月17日、開催一日目の光景。左上の円は上記写真の下部が重なったもの

石巻競馬場（水押）は昭和6年5月16日に完成し、当日午前8時より落成式・馬場開きが行われた。前評判の良さから地元の商工会等はかねてよりこの日の開催を待ちかねており、バス・タクシー等の運行に支障が無いよう石巻市街から競馬場までの道路の改修を行い、宮城電鉄は石巻駅－良競馬場間のバス・タクシーの往復運賃を通常の15銭から10銭に割引を行うなど各地からの見物客の呼込みに注力、競馬場のすくそばを流れる北上川で流燈を行う等の歓迎の催しも行われた。尚16日は雨のため落成式のみが挙行され、競馬は翌日に順延された。
一日目の開催は日曜日と好天が重なり朝から多くの見物客が詰めかける前評判以上の盛況、石巻市街と競馬場を結ぶ道路は終日大混雑し、2000人収容のスタンドもすっかり埋め尽くされ場内の観衆は30000人にも上ったという。二日目も旧暦4月1日の休日とあって近隣農村等からの人出も多くやはり盛況を呈し、優勝競走実施の最終三日目も人の多さに競走の開始時刻が遅れる程であった。
しかし、やはり不況下であった事が響き、多くの見物客は弁当持参で訪れ、盛況の競馬開催とは対照的に場内の売店の売上は芳しくなかった。
昭和6年5月19日開催最終三日目 午前中の競走結果
| 競走名称                 | 優勝馬       | 2着馬      | 距離  | タイム   | 払戻金  |
| ------------------------ | ------------ | ---------- | ----- | -------- | ------- |
| 第一競馬内国産馬騎乗速歩 | マツカワ     | ナカヨシノ | 2400m | 5分30秒5 | 10円    |
| 第二競馬県内産新古馬     | ゴールマイン | コヤナギ   | 1600m | 1分59秒5 | 1円30銭 |

## 昭和6年10月の開催

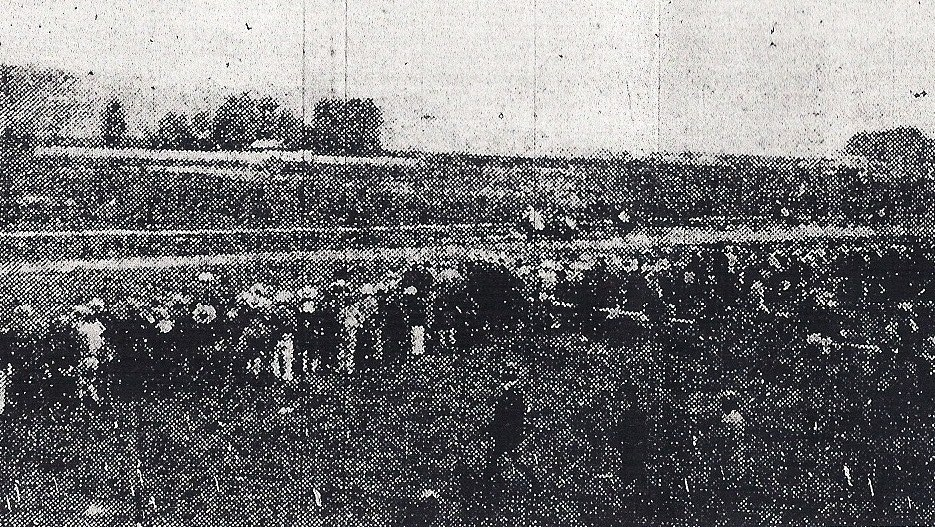
昭和6年10月3日、開催一日目の光景

石巻競馬(水押)第二回目の開催は昭和6年10月3日から5日にかけて行われた。
一日目の開催は午前8時より始まり午後5時10分に終了、馬券の売上高は約5000円であった。
昭和6年10月3日　開催一日目の競走結果（入場者数：午前中までで3000人）
| 競走名称                 | 優勝馬       | 2着馬          | 距離  | タイム   | 払戻金  |
| ------------------------ | ------------ | -------------- | ----- | -------- | ------- |
| 第一競馬県内産馬騎乗速歩 | デンワ       | ハシダテ       | 4000m | 8分16秒5 | 4円20銭 |
| 第二競馬内国産馬競走     | コモリ       | リウサン       | 1600m | 2分01秒8 | 2円20銭 |
| 第三競馬県内産三歳馬競走 | ショーキ     | ランバイ       | 1200m | ?        | 1円20銭 |
| 第四競馬内国産馬騎乗速歩 | 第二ミシマ   | ベット         | 3200m | 6分49秒2 | 3円     |
| 第五競馬内国産馬競走     | ミヤハタノ三 | コミチ         | 1800m | 2分7秒2  | 10円    |
| 第六競馬県内産三歳馬競走 | アオバ       | 第二タマツル   | 3200m | 1分54秒2 | 1円20銭 |
| 第七競馬内国産乙馬競走   | タマナガ     | ハナミ         | 1600m | 1分53秒2 | 1円50銭 |
| 第八競馬県内産馬騎乗速歩 | ナガハナ     | ハシダテ       | 3200m | 7分17秒4 | 1円50銭 |
| 第九競馬県内アラブ系競走 | キタカミ     | ミスホンビーム | 1600m | 1分54秒6 | 4円     |
| 第十競馬県内産馬競走     | 第八オンセン | ナルコー       | 1800m | 2分08秒2 | 1円40銭 |
| 第十一競馬内国産馬競走   | ショウリュウ | ヤングマン     | 1800m | 2分05秒8 | 2円40銭 |

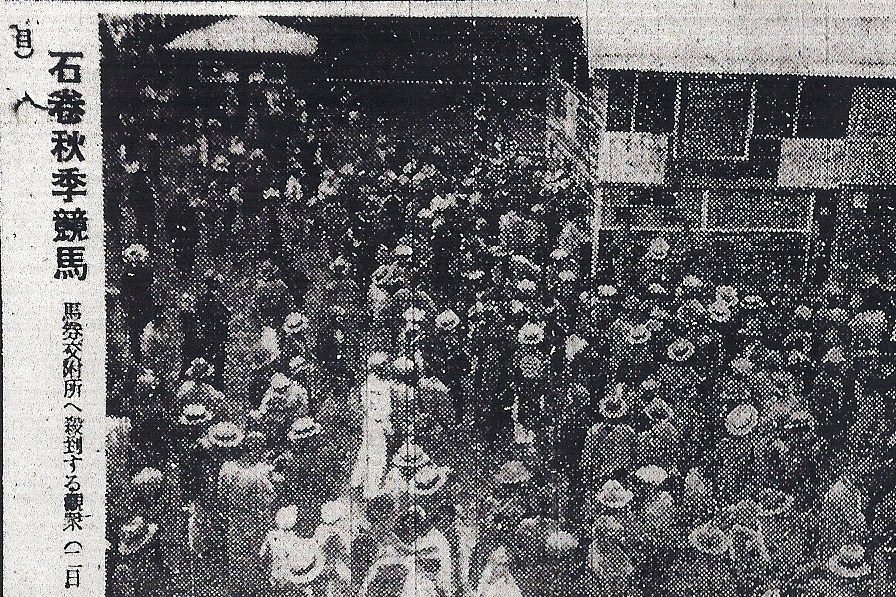
昭和6年10月4日、馬券売場の様子

二日目は日曜日の開催とあって見物客の入りがよく、馬券の売上高は約4300円であった。
昭和6年10月4日　開催二日目の競走結果（入場者数：午前中までで5000人）
| 競走名称                 | 優勝馬         | 2着馬    | 距離  | タイム   | 払戻金  |
| ------------------------ | -------------- | -------- | ----- | -------- | ------- |
| 第一競馬県内産馬騎乗速歩 | ハシダテ       | マツノイ | 3200m | 7分06秒4 | 1円20銭 |
| 第二競馬内国産馬競走     | ミヤヤマ       | リウサン | 1600m | 2分03秒  | 2円30銭 |
| 第三競馬県内産三歳馬競走 | 第三コシヂ     | ミヤヨシ | 1200m | 1分29秒6 | 3円10銭 |
| 第四競馬内国産馬騎乗速歩 | ワカマツ       | ベット   | 3200m | 7分24秒4 | 2円40銭 |
| 第五競馬内国産馬競走     | 第二コミヅ     | ナルコー | 1800m | 2分7秒8  | 1円40銭 |
| 第六競馬県内産三歳馬競走 | ミヤフジ       | ランバイ | 1200m | 1分26秒2 | 1円50銭 |
| 第七競馬内国産乙馬競走   | ヨシエー       | ハナミ   | 1600m | 1分56秒2 | 2円10銭 |
| 第八競馬県内産馬騎乗速歩 | クリヤマ       | ナガハナ | 3200m | 7分35秒2 | 5円30銭 |
| 第九競馬県内アラブ系競走 | ミスホンビーム | ベンテン | 1600m | 2分01秒2 | 1円30銭 |
| 第十競馬県内産馬競走     | ナルコー       | ラヂオ   | 1800m | 2分08秒8 | 2円30銭 |
| 第十一競馬内国産馬競走   | ヤングマン     | バイリン | 1800m | 2分11秒4 | 1円20銭 |